# Batalla de Elasa
La batalla de Elasa se libró entre los ejércitos judío y seleúcida durante la revuelta de los Macabeos contra el imperio Seleúcida.
La escaramuza acabó con la derrota de las fuerzas macabeas, superadas en número, y la muerte del líder judío Judas Macabeo. 
Pese a la derrota y la consiguiente captura de Jerusalén por los seleúcidas, los hermanos de Judas Macabeo continuaron su revuelta contra y finalmente tuvieron éxito en expulsar las fuerzas seléucidas de la región y establecer un reino independiente.

## Antecedentes
En 160 a. C. el rey seleúcida Demetrio I Sóter, en campaña al este, dejó su general Báquides  el gobierno de la parte occidental del imperio. Báquides condujo un ejército de 20.000 soldados de infantería y 2.000 de caballería a Judea con la intención de reconquistar el recientemente proclamado reino de los asmoneos.
El general seleúcida Báquides marchó apresuradamente a través de Judea después de llevar a cabo una matanza a Galilea. Rápidamente llegó a Jerusalén, asediando la ciudad y atrapando en el interior a Judas Macabeo, líder espiritual y militar de Judea.
El primer libro de los Macabeos registra que el ejército de Judas consistía de 3.000 hombres que tenían terror a una fuerza tan grande, y que dos tercios de ellos huyeron del campo de batalla, dejando a Judas con solo 800 o 1.000 soldados (según Macabeos I y Flavio Josefo respectivamente). Judas animó a sus hombres restantes y se dispuso a recibir al ejército seléucida en el terreno hostil alrededor de Jerusalén.

## La batalla
En gran medida superados en número, Judas Macabeo ignoró la infantería seleúcida que se había desplegado en movimiento lento y formación de falanges inflexibles. En su lugar lanzó un ataque frontal contra Báquides, que hizo formar a parte de la caballería seleúcida en el flanco derecho del ejército. Tuvieron éxito frente a la caballería de Báquides, que huyó a los cerros escarpados que rodean Jerusalén perseguido enconadamente por los judíos.
Mientras tanto, el flanco izquierdo de la caballería seleúcida había cabalgado para reunirse con el flanco derecho, rodeando a los judíos en los cerros. Es debatido si la infantería seleúcida se sumó al ataque. Si lo hubiera hecho, a pesar de ser incapaz de desplegar adecuadamente la formación en falanges a causa del terreno y de no estar entrenados ni equipados adecuadamente para el combate individual mano a mano, quizás habrían conseguido ganar la batalla fácilmente por el simple peso de los números. Finalmente Judas murió y los judíos restantes huyeron.
Betzalel Bar Kochva, un historiador israelí, cree que los judíos tenían números similares a los seleúcida en esta batalla y que la retirada de Báquides fue fingida para atraer Judas a una posición vulnerable en la que las falanges seleúcida se habrían movido mejor que las tropas judías en una batalla a gran escala.

## Consecuencias
Los seleúcidas habían reafirmado su autoridad temporalmente en Jerusalén pero los hermanos de Judas, primero Jonatán y después Simón siguieron atacando a los seleúcidas, luchando de nuevo contra Báquides en batallas posteriores. 
Finalmente, después de varios años más de guerra bajo la dirección de los hermanos de Judas y tras varias derrotas de Báquides a manos de Jonatán y Simón el control seleúcida sobre Judea se rompió.  Los descendentes de Simón establecieron la dinastía de los asmoneos, que duraría hasta el 37 a. C., sucedida por Herodes como vasallo del Imperio Romano.